# حميد الزوغي
حميد الزوغي (مواليد 7 أبريل 1942) هو ممثل ومخرج أفلام مغربي، عمل كممثل في عدة أفلام ومسلسلات، كما قام بإخراج مجموعة من الأفلام أشهرها فيلم خربوشة.

## المسيرة الفنية
من يحتفظ في ذهنه بلمحات عن الدراما المغربية التلفزيونية فالأكيد أنه سيتذكر سلسلة اسمها «ستة من ستين». ومن يحتفظ في أذنه بأغاني المجموعات الغنائية المغربية، فالأكيد أنه سيتذكر «ناس الغيوان» و«جيل جيلالة». ومن يبحث في جوجل السينما المغربية، عمّن احتفى بفن العيطة في فيلم له، فالأكيد أنه سيكتب اسم «خربوشة». ومن كل هذا وذاك، هناك اسم واحد يجمع كل هذا الشتات، هو حميد الزوغي، الذي التقته هسبريس على هامش مهرجان الداخلة السينمائي في دورته الخامسة.
بدأ حبه للسينما منذ عقود طويلة، وبالضبط سنة 1966 عندما أراد أن يدرس السينما بستوكهولم السويدية، مقتفياً في ذلك أثر المخرج السويدي الشهير انكمار بيركمان، إلا أن هذا الأخير الذي كان يدير مدرسة سينمائية هناك، أخبره أن الحل الوحيد للدراسة، هو أن يباشر برنامجاً لتعلم اللغة السويدية لمدة من الزمن ثم النجاح في امتحان الولوج. عائق جعل الزوغي يشّد الرحال نحو فرنسا، وبالضبط معهد الدراسات السينمائية العليا، إلا أنه اصطدم بعقبة ضرورة أن يكون مبعوثاً من المركز السينمائي المغربي، ولما كان المركز قد بعث قائمة تلك السنة، لم يجد الزوغي سوى العودة من جديد إلى أرض الوطن.
«عدتُ إلى دار الشباب بالحي المحمدي حيث كنت أمارس المسرح، لكن هذه المرة قرّرت شق طريقي في الإخراج المسرحي تحت تأطير الطيب الصديقي». يتذكر الزوغي تلك السنوات التي امتدت من 1967 حتى 1972، عندما كان الصديقي، بقسوته المعهودة، ينحت في الزوغي أوصاف مخرج مسرحي. بيدَ أن طموحات هذا الأخير، لم تتوقف فوق الركح، بل امتدت إلى الغناء، حيث ساهم في تأسيس «ناس الغيوان» سنة 1971، ثم «جيل جيلالة» سنة 1972، واستمر مغنياً مع هذه الفرقة، حتى موعد الفراق، سنة 1977.
ذكريات كثيرة تلك التي تخامر ذهن الزوغي وهو يتذكر أسباب الفراق، قبل أن يسترسل:«كان تأسيس» جيل جيلالة«طريقة للالتفاف على التضييق الذي كان يمارس بحق مسرحياتنا التي كانت تعاني من أجل إيجاد رخص لعرضها، واستطاعت هذه المجموعة أن تحقق نجاحاً باهراً منذ أشهرها الأولى، إلا أنني اقتنعت بعد ذلك أنها صارت تعمل بغرض انتفاعي وفقط، فقد حادت عن مبادئها وعن نزعتها المناوئة لطبيعة النظام السياسي».
يردف الزوغي بأنه عندما ذاع صيت المجموعة، تأكدت السلطة بأنه من الصعب منع الناس من الاستماع لأغانيها، لذلك قامت باستمالتها مادياً حتى جعلتها تغيّر من مواقفها:«في ظرف وجيز، اغتنى مجموعة من أعضاء الفرقة، وهو ما زاد من الصدامات بيننا.. كما لا زلت أتذكر كيف كنت غير متفق مع تأدية المجموعة لأغنية 'العيون عينيّ' التي أتت في إطار تطبيعها مع السلطة».
لا زال تمرّده السياسي حاضراً في حديثه، فعندما سألته هسبريس عن رأيه فيما يقال إنه ديمقراطية مغربية، أجاب الزوغي دون تردد: «نحن نعيش ديمقراطية مزيّفة، والدلائل كثيرة على ذلك من تزوير في الانتخابات وأمية مستشرية وسط البرلمانيين وحكومة بصلاحيات محدودة. ما معنى أن يحاسب وزير الاتصال على سياسة الإعلام المرئي، وهو لا يملك سلطة على مجموعة من المدراء الذين يتم تعيينهم من طرف القصر الملكي؟ أليس هذا نوع من العبث؟».
لا يداري الزوغي أهدافه بأن يعرّف المشاهد على أحداث تاريخية عرفها المغرب، ففي فيلمه «خربوشة»، يصوّر مجتمعاً مغربياً تطرأ عليه تحوّلات عميقة في جميع النواحي خلال بداية القرن العشرين، وفي فيلمه «بولنوار»، يعرض لطريقة تكوّن المغاربة في النقابة. 
يعود الزوغي إلى مساره وكيف صعد من جديد إلى الركح بعد انسحابه من «جيل جيلالة». فقد أنجز مجموعة من الأعمال، منها «حلوف كرموص»، «سعدك يا مسعود».. إلّا أن عشقه للإخراج السينمائي انتشله مرّة أخرى من الخشبة، فانتقل إلى ورزازات، وهناك عمل في البداية كتقني في الأفلام التي تصوّر هناك، ثم انتقل إلى إدارة الإنتاج، فمساعد مخرج. لم يجلس الزوغي يوماً في مقعد دراسة لتعلم السينما رغم أنه كان قد أصرّ على ذلك في وقت مضى، لكنه تلّقن مبادئها من الميدان، ومن الحياة كذلك !
منذ أول سفر إلى استوكهولم، مروراً بالعودة إلى المسرح، ثم الغناء، فالعمل التقني، حقق الزوغي حلمه الأول ولو على شذرات، البداية كانت بالمسلسلات التلفزيونية: «ستة من ستين» و«بيوت من نار»، بعدها مرّ إلى الأفلام على الشاشة الصغيرة:«تيار الغضب»، الحب القاتل"، "أنا وصاحبي"، "الدية «، الحب القاتل»، «سمك القرش»، ثم أتى الفيلم السينمائي القصير «24 ساعة من حياة بحار شاب»، وأخيراً أتى «خربوشة» سنة 2008، ليعلن عن مخرج سينمائي اسمه حميد الزوغي كان قد غازل السينما سنة 1966.
«لا أعتبر نفسي مظلوماً لأنني انتظرت كل هذه السنوات من أجل إنجاز أول شريط سينمائي مطوّل لي، فلم أكن مقتنعاً في كل تلك الفترة أنني وصلت درجة وضع اسمي على فيلم ما» يتحدث الزوغي عن تأخره الواضح في الانضمام إلى قائمة المخرجين السينمائيين المغاربة.. وحين سألنا الزوغي عن رأيه في قنوات عمومية أنجز لصالحها مجموعة من الأعمال أجاب: «عمومًا، قنواتنا تساهم في ترسيخ الجهل، وتقدم أعمالا في حد ذاتها شتيمة للعقل المغربي. لا زالت قنواتنا تقدم ضحكاً مبتذلاً يخاطب العواطف وليس العقل، ضحكاً يقلد ولا يبدع».

## ناس الغيوان وجيل جيلالة
كان للفنان حميد الزوغي إسهام كبير في نشوء مجموعتين غنائيتين ذائعتي الصيت: ناس الغيوان وجيل جيلالة، وهو لهذا الاعتبار يحتفظ بالكثير من الذكريات حول الفترة التاريخية التي شهدت ميلاد الظاهرة الغيوانية. كما أن له ذكريات عديدة مع رواد المسرح والسينما: الطيب الصديقي، الروداني، لطيف لحلو، محمد عبد الرحمن التازي، فرانسيس فورد كوبولا. ومع مجموعة من الفضاءات الثقافية: المسرح البلدي المأسوف على حذفه من خريطة الدار البيضاء، دار الشباب الحي المحمدي.

## روابط خارجية
- الفيلم على موقع allocine.fr
- الفيلم على موقع IMDB